# I'm Your Pusher
I'm Your Pusher (Jsem váš odvážlivec) je píseň německé skupiny Scooter z alba Sheffield z roku 2000. Jako singl vyšla píseň v roce 2000. Je to první singl, který byl vydán ve vydavatelství Sheffield Tunes. Skladba se ujala mezi fanoušky, ale skupina s ní nebyla spokojena.

## Seznam skladeb
1. I'm Your Pusher (Radio Edit) – (3:48)
2. I'm Your Pusher (Extended) – (4:46)
3. The Pusher 2 – (5:37)
4. Firth Of Forth – (3:38)

## Umístění ve světě
| Hitparáda | Umístění |
| --------- | -------- |
| Švýcarsko | 74       |
| Rakousko  | 33       |
| Finsko    | 19       |
| Švédsko   | 27       |